# 聖文生角海戰 (1719年)
聖文生角海戰是四國同盟戰爭期間的一場小型海戰，發生於1719年12月20日聖文生角附近，當時羅德里戈·德·托雷斯（Rodrigo de Torres）所率領的西班牙艦隊（三艘風帆戰艦：「圖盧茲伯爵號（Conde de Tolosa）」、「赫敏號（Hermione ）」、「瓜達盧佩聖母號（Nuestra Señora de Guadalupe）」）為避免被比斯開灣的英法聯合巡邏艦隊所俘虜，從桑坦德前往加的斯時，遭遇菲利浦·卡文迪許海軍准將率領的兩艘英軍風帆戰艦和一艘巡防艦。
西軍艦隊在戰鬥前幾天俘獲英軍一艘巡防艦和一艘單桅縱帆船，當天雙方經歷五小時戰鬥，英軍後來被迫在傷亡約40人的情形下撤回直布羅陀，而西軍艦隊後於1720年1月2日抵達加的斯。未來的「光榮號（Glorioso）」風帆戰艦船長佩德羅·梅西亞·德拉·塞爾達曾在西軍艦隊上參與本戰，後來他在著名的航行中將黃金從西班牙殖民地主要部分運往本土及新格拉納達總督轄區。

## 參戰船隻
- 英軍艦隊
  - 「諾里奇號（Norwich）」（50門艦砲）
  - 「建議號（Advice）」（50門艦砲）
  - 「多佛號（Dover）」（40門艦砲）
- 西軍艦隊
  - 「圖盧茲伯爵號（Conde de Tolosa）」（64門艦砲）
  - 「瓜達盧佩聖母號（Nuestra Señora de Guadalupe）」（62門艦砲）
  - 「赫敏號（Hermione ）」（50門艦砲）